# Mantella milotympanum
A Mantella milotympanum   a kétéltűek (Amphibia) osztályába és  a békák (Anura) rendjébe aranybékafélék (Mantellidae) családjába tartozó faj. 

## Előfordulása
Madagaszkár endemikus faja. A sziget közepe táján, Antananarivo és Tamatave között, egy apró, 10 km²-es területen 900–1000 m-es tengerszint feletti magasságban honos.

## Megjelenése
Kis méretű, zömök megjelenésű Mantella faj. A hímek testhossza 19–23 mm, egyes nőstény egyedek kivételesen viszonylag nagyra, akár 30 mm-esre is megnőhetnek. Háta egységesen sárgás-narancs vagy vörös-narancs színű. Hallószerve környéke fekete színű, orrnyílásai körül fekete pigmentáció látható. helyenként rikító, élénkvörös mintázat figyelhető meg. Írisze csaknem egységesen fekete, csak felső részén látható némi pigmentáció. Hasi oldalának színe szintén egységes, a hátához hasonló, csupán kissé világosabb árnyalatú. Lábszára élénkvörös. Vences és Nussbaum szerint (2008) lehetséges, hogy a Mantella crocea színváltozata.
Hasonló fajok: Mantella crocea.

## Természetvédelmi helyzete
A vörös lista a súlyosan veszélyeztetett fajok között tartja nyilván. Egyetlen parányi, erősen fragmentált területen él. Egyetlen védett területen sem figyelték meg, így megmaradó élőhelyének védelme elsőrendű fontosságú. Kereskedelmét szabályozni szükséges.